# Isotopes du sélénium
Le sélénium (Se, numéro atomique 34) possède 30 isotopes connus, de nombre de masse variant de 65 à 94, ainsi que 9 isomères nucléaires. Parmi ces isotopes, cinq sont stables, 74Se, 76Se, 77Se, 78Se et 80Se, et sont naturellement présents avec un radioisotope à vie longue, 82Se. La masse atomique standard du sélénium est de 78,96(3) u.
77Se, 78Se et 80Se sont également des produits de fission, tout comme 79Se qui a une demi-vie d'environ 327 000 années, et 82Se, qui possède une très longue demi-vie (~1020 années, se désintégrant par double désintégration bêta en 82Kr) et qui est en pratique considéré comme stable.
Parmi les autres radioisotopes caractérisés, les plus stables sont 75Se avec une demi-vie de 120 jours et 72Se avec une demi-vie de 8,40 jours. Tous les autres isotopes ont une demi-vie inférieure à 8 heures, et la plupart inférieure à 38 secondes.
Les isotopes plus légers que les isotopes stables se désintègrent principalement par émission de positron (β+) en isotopes de l'arsenic, à l'exception des deux plus lourds (et plus stables) qui se désintègrent par capture électronique, eux aussi en isotopes de l'arsenic. Les radioisotopes plus lourds que 78Se se désintègrent eux principalement par radioactivité β− en isotopes du brome.

## Isotopes notables

### Sélénium naturel
Le sélénium naturel est constitué des cinq isotopes stables  74Se, 76Se, 77Se, 78Se et 80Se, et du radioisotope primordial quasi stable 82Se. Celui-ci a une demi-vie de 9,7 × 1019 années, plus d'un milliard de fois l'âge de l'univers, et il est considéré stable dans toutes ses applications. Parmi les cinq isotopes stables, deux (74Se et 80Se) sont soupçonnés sur une base théorique d'être eux aussi très faiblement radioactifs, mais cette éventuelle radioactivité encore jamais été observée.
| Isotope | Abondance (pourcentage molaire) |
| ------- | ------------------------------- |
| 74Se    | 0,89 (4) %                      |
| 76Se    | 9,37 (29) %                     |
| 77Se    | 7,63 (16) %                     |
| 78Se    | 23,77 (28) %                    |
| 80Se    | 49,61 (41) %                    |
| 82Se    | 8,73 (22) %                     |

## Table des isotopes
| Symbole de l'isotope | Z (p)                | N (n)                | Masse isotopique (u) | Demi-vie          | Mode(s) de désintégration, | Isotope(s) fils | Spin nucléaire |
| Symbole de l'isotope | Énergie d'excitation | Énergie d'excitation | Énergie d'excitation | Demi-vie          | Mode(s) de désintégration, | Isotope(s) fils | Spin nucléaire |
| -------------------- | -------------------- | -------------------- | -------------------- | ----------------- | -------------------------- | --------------- | -------------- |
| 65Se                 | 34                   | 31                   | 64,96466(64)#        | <50 ms            | β+ (> 99,9 %)              | 65As            | 3/2-#          |
| 65Se                 | 34                   | 31                   | 64,96466(64)#        | <50 ms            | β+, p (< 0,1 %)            | 64Ge            | 3/2-#          |
| 66Se                 | 34                   | 32                   | 65,95521(32)#        | 33(12) ms         | β+                         | 66As            | 0+             |
| 67Se                 | 34                   | 33                   | 66,95009(21)#        | 133(11) ms        | β+ (99,5 %)                | 67As            | 5/2-#          |
| 67Se                 | 34                   | 33                   | 66,95009(21)#        | 133(11) ms        | β+, p (0,5 %)              | 66Ge            | 5/2-#          |
| 68Se                 | 34                   | 34                   | 67,94180(4)          | 35,5(7) s         | β+                         | 68As            | 0+             |
| 69Se                 | 34                   | 35                   | 68,93956(4)          | 27,4(2) s         | β+ (99,955 %)              | 69As            | (1/2-)         |
| 69Se                 | 34                   | 35                   | 68,93956(4)          | 27,4(2) s         | β+, p (0,045 %)            | 68Ge            | (1/2-)         |
| 69m1Se               | 39,4(1) keV          | 39,4(1) keV          | 39,4(1) keV          | 2,0(2) µs         |                            |                 | 5/2-           |
| 69m2Se               | 573,9(10) keV        | 573,9(10) keV        | 573,9(10) keV        | 955(16) ns        |                            |                 | 9/2+           |
| 70Se                 | 34                   | 36                   | 69,93339(7)          | 41,1(3) min       | β+                         | 70As            | 0+             |
| 71Se                 | 34                   | 37                   | 70,93224(3)          | 4,74(5) min       | β+                         | 71As            | 5/2-           |
| 71m1Se               | 48,79(5) keV         | 48,79(5) keV         | 48,79(5) keV         | 5,6(7) µs         |                            |                 | 1/2- à 9/2-    |
| 71m2Se               | 260,48(10) keV       | 260,48(10) keV       | 260,48(10) keV       | 19,0(5) µs        |                            |                 | (9/2)+         |
| 72Se                 | 34                   | 38                   | 71,927112(13)        | 8,40(8) j         | CE                         | 72As            | 0+             |
| 73Se                 | 34                   | 39                   | 72,926765(11)        | 7,15(8) h         | β+                         | 73As            | 9/2+           |
| 73mSe                | 25,71(4) keV         | 25,71(4) keV         | 25,71(4) keV         | 39,8(13) min      | TI                         | 73Se            | 3/2-           |
| 73mSe                | 25,71(4) keV         | 25,71(4) keV         | 25,71(4) keV         | 39,8(13) min      | β+                         | 73As            | 3/2-           |
| 74Se                 | 34                   | 40                   | 73,9224764(18)       | Observé stable    | Observé stable             | Observé stable  | 0+             |
| 75Se                 | 34                   | 41                   | 74,9225234(18)       | 119,779(4) j      | CE                         | 75As            | 5/2+           |
| 76Se                 | 34                   | 42                   | 75,9192136(18)       | Stable            | Stable                     | Stable          | 0+             |
| 77Se                 | 34                   | 43                   | 76,9199140(18)       | Stable            | Stable                     | Stable          | 1/2-           |
| 77mSe                | 161,9223(7) keV      | 161,9223(7) keV      | 161,9223(7) keV      | 17,36(5) s        | TI                         | 77Se            | 7/2+           |
| 78Se                 | 34                   | 44                   | 77,9173091(18)       | Stable            | Stable                     | Stable          | 0+             |
| 79Se                 | 34                   | 45                   | 78,9184991(18)       | 3,27(8) × 105 a   | β−                         | 79Br            | 7/2+           |
| 79mSe                | 95,77(3) keV         | 95,77(3) keV         | 95,77(3) keV         | 3,92(1) min       | TI (99,944 %)              | 79Se            | 1/2-           |
| 79mSe                | 95,77(3) keV         | 95,77(3) keV         | 95,77(3) keV         | 3,92(1) min       | β− (0,056 %)               | 79Br            | 1/2-           |
| 80Se                 | 34                   | 46                   | 79,9165213(21)       | Observé stable    | Observé stable             | Observé stable  | 0+             |
| 81Se                 | 34                   | 47                   | 80,9179925(22)       | 18,45(12) min     | β−                         | 81Br            | 1/2-           |
| 81mSe                | 102,99(6) keV        | 102,99(6) keV        | 102,99(6) keV        | 57,28(2) min      | TI (99,948 %)              | 81Se            | 7/2+           |
| 81mSe                | 102,99(6) keV        | 102,99(6) keV        | 102,99(6) keV        | 57,28(2) min      | β− (0,052 %)               | 81Br            | 7/2+           |
| 82Se                 | 34                   | 48                   | 81,9166994(22)       | 0,97(5) × 1020 a  | β−β−                       | 82Kr            | 0+             |
| 83Se                 | 34                   | 49                   | 82,919118(4)         | 22,3(3) min       | β−                         | 83Br            | 9/2+           |
| 83mSe                | 228,50(20) keV       | 228,50(20) keV       | 228,50(20) keV       | 70,1(4) s         | β−                         | 83Br            | 1/2-           |
| 84Se                 | 34                   | 50                   | 83,918462(16)        | 3,1(1) min        | β−                         | 84Br            | 0+             |
| 85Se                 | 34                   | 51                   | 84,92225(3)          | 31,7(9) s         | β−                         | 85Br            | (5/2+)#        |
| 86Se                 | 34                   | 52                   | 85,924272(17)        | 15,3(9) s         | β−                         | 86Br            | 0+             |
| 87Se                 | 34                   | 53                   | 86,92852(4)          | 5,50(12) s        | β− (99,64 %)               | 87Br            | (5/2+)#        |
| 87Se                 | 34                   | 53                   | 86,92852(4)          | 5,50(12) s        | β−, n (0,36 %)             | 86Br            | (5/2+)#        |
| 88Se                 | 34                   | 54                   | 87,93142(5)          | 1,53(6) s         | β− (99,01 %)               | 88Br            | 0+             |
| 88Se                 | 34                   | 54                   | 87,93142(5)          | 1,53(6) s         | β−, n (0,99 %)             | 88Br            | 0+             |
| 89Se                 | 34                   | 55                   | 88,93645(32)#        | 0,41(4) s         | β− (92,2 %)                | 89Br            | (5/2+)#        |
| 89Se                 | 34                   | 55                   | 88,93645(32)#        | 0,41(4) s         | β−, n (7,8 %)              | 88Br            | (5/2+)#        |
| 90Se                 | 34                   | 56                   | 89,93996(43)#        | 300# ms [>300 ns] | β−, n                      | 89Br            | 0+             |
| 90Se                 | 34                   | 56                   | 89,93996(43)#        | 300# ms [>300 ns] | β−                         | 90Br            | 0+             |
| 91Se                 | 34                   | 57                   | 90,94596(54)#        | 270(50) ms        | β− (79 %)                  | 91Br            | 1/2+#          |
| 91Se                 | 34                   | 57                   | 90,94596(54)#        | 270(50) ms        | β−, n                      | 90Br            | 1/2+#          |
| 92Se                 | 34                   | 58                   | 91,94992(64)#        | 100# ms [>300 ns] | β−                         | 92Br            | 0+             |
| 93Se                 | 34                   | 59                   | 92,95629(86)#        | 50# ms [>300 ns]  |                            |                 | 1/2+#          |
| 94Se                 | 34                   | 60                   | 93,96049(86)#        | 20# ms [>300 ns]  |                            |                 | 0+             |

1. ↑  Abréviations :
CE : capture électronique ;
TI : transition isomérique.
2. ↑  Isotopes stables en gras.
3. ↑  Soupçonné de se désintégrer par double désintégration β+ en 74Ge.
4. ↑  Produit de fission à vie longue.
5. ↑  Soupçonné de se désintégrer par double désintégration β− en 80Kr.
6. ↑  Radionucléide primordial.

### Remarques
- La précision de l'abondance isotopique et de la masse atomique est limitée par des variations. Les échelles de variations données sont en principe valables pour tout matériel terrestre normal.
- Les valeurs marquées # ne sont pas purement dérivées des données expérimentales, mais aussi au moins en partie à partir des tendances systématiques. Les spins avec des arguments d'affectation faibles sont entre parenthèses.
- Les incertitudes sont données de façon concise entre parenthèses après la décimale correspondante. Les valeurs d'incertitude dénotent un écart-type, à l'exception de la composition isotopique et de la masse atomique standard de l'IUPAC qui utilisent des incertitudes élargies[4].